# Ludowa Partia Postępowa
Ludowa Partia Postępowa (angielski People's Progressive Party, PPP) – gujańska lewicowa partia polityczna. Założona w 1950 roku jako partia skupiająca przedstawicieli wszystkich narodów Gujany. Na pierwszym planie kładła niepodległość kraju. Współcześnie największy nacisk kładzie na problemy hindusów.

## Historia
Pierwszy kongres partii odbył się 1 kwietnia 1951 roku. Od samego początku partia domagała się radykalnych zmian gospodarczych. Partia wygrała wybory w roku 1953 i od tamtego czasu stała się jedną z głównych gujańskich partii politycznych. Po wyborczym zwycięstwie z 1953 roku w kraju doszło do interwencji zbrojnej wojsk brytyjskich które odsunęły partię od władzy, wsadził wielu przywódców partii do więzień i wprowadziły stan wyjątkowy. Przywódcy partii próbowali uzyskać wsparcie na arenie międzynarodowej a działacze z Gujany udali się do Londynu a następnie do Indii, gdzie spotkali się z przedstawicielami tamtejszego rządu oraz premierem Jawaharlalem Nehru. Działalność partii została ograniczona restrykcjami na kolejne kilka lat. Władzę brytyjskie poddały represjom wielu działaczy a Pionierska Liga Młodzieży będąca młodzieżówką partii została zdelegalizowana. Miejsce organizacji pionierskiej zajęła Postępowa Organizacja Młodzieżowa, która kontynuowała tradycję poprzedniczki. W 1955 roku w ramach ruchu niepodległościowego doszło do rozłamu (po części wywołanego przez władze kolonialne) w wyniku którego powstał bardziej umiarkowany jednakże wciąż lewicowy Ludowy Kongres Narodowy który stał się ugrupowaniem popieranym przez murzynów oraz władze brytyjskie. Od czasu rozłamu Ludowa Partia Postępowa stała się partią prezentującą głównie interes ludności pochodzenia hinduskiego. Partia Postępowa ponowne rządy objęła w 1957 i kontynuowała działania zmierzające do uzyskania przez kraj niepodległości, władzę utraciła w 1964 roku przechodząc tym samym do opozycji na wiele dziesięcioleci. W okresie krótkich rządów udało się jej znacjonalizować niektóre przedsiębiorstwa należące do zagranicznych w tym kanadyjskich firm oraz dokonać sekularyzacji szkolnictwa.
W okresie opozycyjnym doszło do radykalizacji partii która to w 1969 roku rozpoczęła proces ewolucji w stronę partii marksistowskiej a w tym samym roku stanowisko przewodniczącego partii zostało zastąpione przez sekretarza generalnego. W tym samym roku na łamach partii doszło do secesji części radykalnych działaczy którzy utworzyli maoistyczną Pracowniczą Partię Gwardii Ludowej (która u progu lat 80. połączyła się z prawicową Partią Wyzwolenia i utworzyła nowe stricte prawicowe i popierające kapitalizm ugrupowanie o nazwie Gwardia dla Wyzwolenia i Demokracji) której jedynym i to w dodatku połowicznym sukcesem okazał się udział w akcji protestacyjnej z pierwszej połowy lat 70. prowadzonej na rzecz odzyskanie ziem przodków przez bezrolnych z rąk właścicieli przemysłu cukrowego i rządu. Wraz z upływem lat zimnej wojny Ludowa Partia Postępowa przyjmowała coraz bardziej umiarkowany program aż w 1990 roku zupełnie wyzbyła się radykalnych haseł i poparła istnienie gospodarki wolnorynkowej. Obecnie jest ona partią o profilu demokratyczno-socjalistycznym i lewicowo-narodowym.